# Nicolas Nabokov

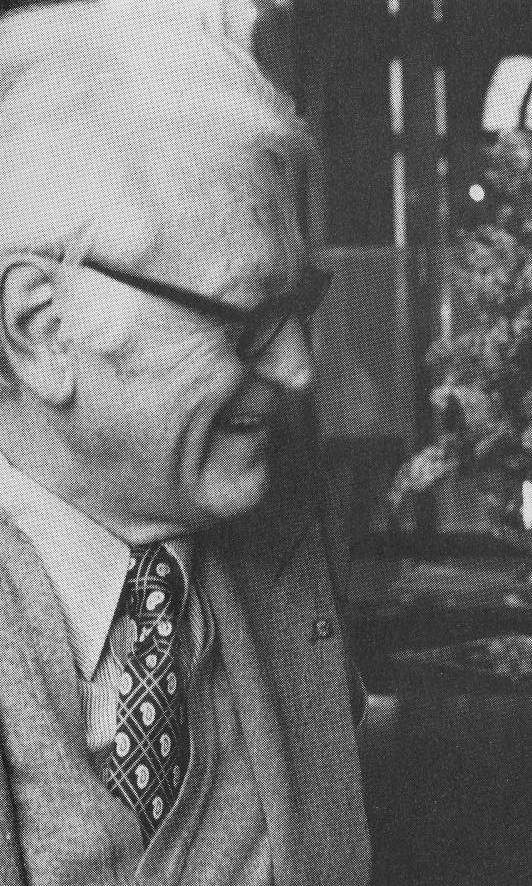

Nicolas Nabokov (Russisch: Николай Дми́триевич Набоков, Nikolaj Dmitrijevitsj Nabokov) (Ljoebtsja, 17 april [O.S. 4 april] 1903 - 6 april 1978), was een Russisch-Amerikaans componist en schrijver. Hij werd geboren in Rusland en werd Amerikaans staatsburger in 1939. Hij was een neef van Vladimir Nabokov. Hij heeft onder andere gecomponeerd voor het befaamde Les Ballets Russes.

## Levensloop
Nicolas Nabokov werd geboren in een gezin dat behoorde tot de Russische landadel in de stad Ljoebtsja, in de buurt van Minsk. Hij kreeg privéonderwijs. In 1918, nadat zijn familie was gevlucht naar de Krim, begon hij zijn muzikale opleiding bij Vladimir Rebikov. Hij heeft vervolgens korte tijd in Duitsland gewoond waarna hij zich in 1923 in Parijs vestigde. Nabokov studeerde er aan de Sorbonne.
In 1933 verhuisde hij naar de Verenigde Staten en werd hij muziekdocent voor de Barnes Foundation. Hij gaf in 1936-1941 les aan het Wells College in New York en vertrok vervolgens naar St. John's College in Maryland. Op advies van W.H. Auden werkte hij in 1945 voor de U. S. Strategic Bombing Survey in Duitsland. Hij fungeerde vervolgens een tijdlang als cultureel adviseur in het bezette Duitsland. In 1947 ging hij terug naar de Verenigde Staten en doceerde aan het Peabody Institute of the Johns Hopkins University in Baltimore. Later, in 1950-1952, was hij muzikaal directeur aan de American Academy in Rome. In 1951 werd hij secretaris-generaal van de pas opgerichte Congress of Cultural Freedom (CFF). Deze functie behield hij meer dan vijftien jaar. Hij organiseerde in die hoedanigheid bekende culturele evenementen en muziekfestivals. Na de opheffing van de CFF doceerde hij aan diverse Amerikaanse universiteiten. In 1970 werd hij benoemd tot componist aan het Aspen Instituut voor de humaniora. Daar bleef hij tot 1973.
Hij is vijf keer getrouwd geweest en kreeg drie zonen.

## Werk
Nabokovs eerste belangrijke compositie was het ballet-oratorium voor Serge Diaghilevs Ballets Russes uit 1928, maar hij schreef ook 3 symfonieën en ander orkestwerken.

## Composities

### Werken voor orkest
- 1930 Symphonie lyrique (Lyrische Symfonie)
- 1932 Concert, voor piano en orkest
- 1941 Sinfonia biblica
- 1952 Les Hommages, voor cello en orkest
- 1968 Symfonie nr. 3 "A Prayer"

### Werken voor harmonieorkest
- 1945 Drie symfonische marsen
- Circus scènes

### Muziektheater

#### Opera's
| Voltooid in | titel                                                                      | aktes | première                                  | libretto                                                      |
| ----------- | -------------------------------------------------------------------------- | ----- | ----------------------------------------- | ------------------------------------------------------------- |
| 1958        | Rasputin's End of: The Holy Devil 2e versie: Der Tod des Grigorij Rasputin |       | 1958, Louisville; 2e versie: 1959, Keulen | Stephen Spender                                               |
| 1971        | Love's Labour's Lost                                                       |       | 1973 Brussel                              | Wystan Hugh Auden en Chester Kallman naar William Shakespeare |

#### Balletten
| Voltooid in | titel                                                    | aktes | première           | libretto                          | choreografie                         |
| ----------- | -------------------------------------------------------- | ----- | ------------------ | --------------------------------- | ------------------------------------ |
| 1928        | Ode: Méditations sur la majesté de Dieu ballet-oratorium |       | 1928, Parijs       |                                   | R. Désormières naar Michail Lomonsov |
| 1933        | Les Valses de Beethoven                                  |       |                    |                                   |                                      |
| 1934        | La Vie de Polichinelle                                   |       |                    |                                   |                                      |
| 1934        | Union Pacific                                            |       | 1934, Philadelphia |                                   | Archibald MacLeish                   |
| 1941        | The Last Flower                                          |       |                    |                                   | J. Thurber                           |
| 1966        | Don Quixote                                              |       | 1966, New York     | naar Miguel de Cervantes Saavedra |                                      |

### Vocale muziek
- 1933 Job, oratorium voor mannelijke stemmen en orkest - libretto: J. Maritain
- 1940 America was Promises, cantate voor contralto, bariton, mannelijke stemmen en slagwerk - tekst: Archibald MacLeish
- 1948 The Return of Pushkin, elegie voor sopraan, tenor en orkest - tekst: van de componist naar Aleksandr Poesjkin
- 1951 Vita nuova, voor sopraan, tenor en orkest - tekst: naar Dante Alighieri
- 1961 4 Poèmes, voor stemmen en piano - tekst: Boris Pasternak
- 1966 6 Lyric Songs, voor zangstemmen en orkest - tekst: Anna Achmatova